# Michel Gauthier (réalisateur)
Pour les articles homonymes, voir Michel Gauthier.
Michel Gauthier est un réalisateur, producteur, scénariste et monteur français.

## Biographie
Michel Gauthier est né à Paris en 1946.

## Filmographie

### Comme réalisateur
- 1973 : Richesse des autres
- 1974 : Salvador Allende Gossens: un témoignage
- 1974 : Débarque-moué au lac des Vents
- 1980 : Un matin ordinaire
- 1982 : Sans préavis
- 1985 : La Campagne est si belle
- 1985 : Les Mondes engloutis (série TV)
- 1992 : Spirou (série TV)
- 1993 : Les Conquérants (série TV)
- 1998 : Papyrus (série TV)
- 1998 : La Vengeance de Seth (TV)

### Comme producteur
- 1985 : Les Mondes engloutis (série TV)
- 1986 : Sonia
- 1989 : Dans le ventre du dragon
- 1993 : Blanche (série TV)
- 1994 : Craque la vie! (TV)
- 1996 : Marguerite Volant (feuilleton TV)

### Comme assistant réalisateur
- 1977 : J.A. Martin photographe de Jean Beaudin

### Comme scénariste
- 1982 : Sans préavis

### Comme monteur
- 1973 : Richesse des autres